# Shawn Yue
Shawn Yue Man-Lok (Yú Wén lèP, 余文樂T, 	余文乐S; Hong Kong, 13 novembre 1981) è un cantante e attore cinese di Hong Kong.
Deve la sua popolarità ai ruoli interpretati in molti film cantonesi, tra i quali Jiang Hu ed Infernal Affairs 2, stabilendosi come volto fisso del cinema di Hong Kong.

## Origini
Soprannominato il "prossimo Nicholas Tse", Shawn Yue è nato e cresciuto ad Hong Kong. È stato notato in giovane età, mentre era per strada, da un talent scout dell'agenzia di modelli Starz People, ed ha iniziato a lavorare per essa part time. Dopo essersi diplomato dalla scuola superiore, si è dedicato al lavoro di modello a tempo pieno, posando e sponsorizzando brand quali abbigliamento Giordano, Sony, Timberland, Gillette, Meko e, attualmente, Shiseido Pureness e Coca Cola Cina.

## Da modello ad attore
Dopo aver passato sette anni nel mondo della moda, Shawn Yue ha deciso di dare una svolta alla sua carriera ed indirizzarla verso altri sbocchi nel mondo dello spettacolo. Ha iniziato, quindi, a recitare in alcuni film, ed ha ottenuto la popolarità dopo aver interpretato il suo primo ruolo cinematografico in Leaving Sorrowly (2001). Il 2005 è stato un anno di novità per Yue, che ha interpretato il ruolo di Takeshi Nakazato nel film Initial D, che gli ha permesso di lanciarsi sul mercato giapponese grazie all'impressione che il suo personaggio ha lasciato nel paese del sol levante. A partire dal 2002, inoltre, Shawn Yue si è dedicato anche alla musica, pubblicando quattro album. Nel 2007, Yue ha recitato insieme alla pop star giapponese Ayumi Hamasaki in due video musicali di quest'ultima, per le canzoni Glitter e Fated, che sono in realtà parte del cortometraggio Distance Love.

## Filmografia
- I soldati dell'imperatore (Xue di zi The Guillotines), regia di Andrew Lau (2013)
- Motorway (2012)
- La congiura della pietra nera (2010)
- I Come With The Rain (2009)
- Rebellion (2009)
- The Moss (2008)
- RULE#1 (2008)
- Playboy Cops (2008)
- Distance Love (2007)
- Trivial Matters (2007)
- In Love with the Dead (2007)
- Shamo (2007)
- Invisible Target (2007)
- Undercover (2007)
- Love in the City (2007)
- Diary (2006)
- Wo Hu (2006)
- Dragon Tiger Gate (2006)
- Isabella (2006)
- McDull, the Alumni (2006)
- Dragon Squad (2005)
- Initial D (2005)
- Colour of the Loyalty (2005)
- Super Model (2004)
- Love is a Many Stupid Thing (2004)
- Jiang Hu (2004)
- In-Laws, Out-Laws (2004)
- Infernal Affairs 3 (2003)
- Hidden Track (2003)
- Infernal Affairs 2 (2003)
- Feel 100% 2003 (2003)
- Diva Ah-Hey (2003)
- My Lucky Star (2003)
- Tomorrow (2002 - serie televisiva)
- Infernal Affairs (2002)
- The New Option (2002)
- Just One Look (2002)
- Leaving Sorrowfully (2001)

## Discografia
- Whether Or Not (2005)
- Survivor (2004)
- Lost And Found (2003)
- Private Room (2002)